# チャトランガ

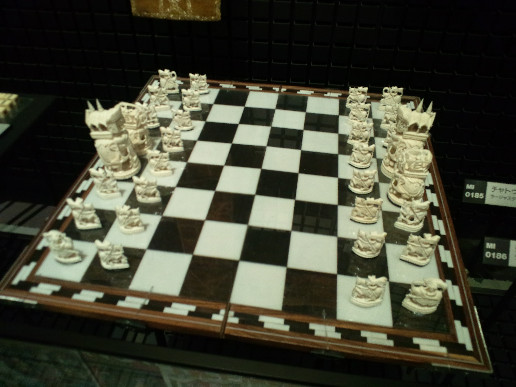
チャトランガ（インド、ラージャスターン州）

チャトランガ（サンスクリット語:चतुरङ्ग、chaturaṅga）は、古代インドのボードゲームの一種である。将棋やチェスの起源と考えられている。チャトランガとはサンスクリット語でchaturは4、そしてaṅgaは部分という意味でcatur-aṅga現在では臣・象・馬・車の4つの戦力のことを指し示しているいう説が有力である。アラブ世界のシャトランジの源流でもある。
二人制のものと四人制のものとが存在した。近年の発掘などの成果により、二人制チャトランガの成立の方が先だったとする説が有力となっている。
以前は、紀元前327年頃にアレクサンダー大王がインドへ東征した際にチャトランガを見たと考えられていた。しかしこれは、チェスの原型とは異なる盤上遊戯であったか、インドの戦術がチャトランガのそれに似ていたことを後世の研究者がゲームの起源と誤認したものとされている。

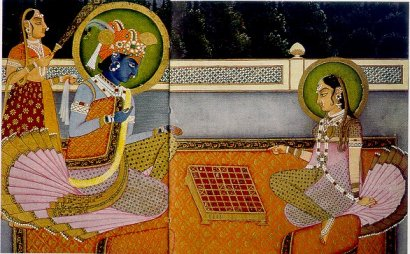
チャトランガに興じる英雄クリシュナとラーダー

戦争好きの王に戦争をやめさせるため、戦いを模したゲームを高僧が作って王に献上したのが始まりとする説がある。チャトランガは現在でもインドに残っているが、植民地支配を受けていた頃に禁止された影響を受け、プレイヤーが少なくなっている。

## 四人制と二人制
1790年にインドで裁判官を勤めていたウィリアム・ジョーンズが発表した「インドのゲームのチェスについて」という論文に、四人制チャトランガが初めて紹介されている。この論文が、最古のチェスは四人制であったとする根拠となり、19世紀までの有力な説であった。
20世紀に入り、1913年にハロルド・マレー（H. J. R. Murray）の『チェスの歴史』が出版された。この書籍は現在でもチェス史の聖典とされている。『チェスの歴史』では、チェスの起源を四人制とする従来の説を否定し二人制であったとも断定していないが、四人制チャトランガについて詳しい解説がなされている。
第二次世界大戦後、マレーが自説の一部を修正したことから、四人制起源説が再び主流となった。1970年代から1980年代にかけて、四人制起源説が定説となり、この時期に日本で出版された増川宏一による書籍でも四人制起源説が紹介されている。
1990年代に入り、新たな研究結果が示されるようになった。ミュンヘン大学教授レナーテ・ザイエットは、1995年に発表した論文「チャトランガ、チェスの起源と原型、古代への観察」の中で、これまでの四人制原始型説に対しいくつかの疑問を投げかけている。また、ザイエットは、12世紀初めのサンスクリットの文献『マーナソーッラーサ』にチャトランガの記述があるのを発見し、これには二人制のものが先行して書かれていることを指摘している。
さらに、紀元後4から6世紀に成立したとされる『マハーバーラタ』のチャトランガについての記述は、実際の戦争における軍隊の戦術に関するものであり、盤上遊戯のものではないと考えられている。さらに時代がさかのぼった紀元前2から3世紀の四人制チャトランガを初めて示したとされるバールフートのレリーフも、現在ではチャトランガの対戦を示したものとは考えられていない。二人制チャトランガの最古の史料とされるブッダガヤのレリーフも、サイコロ遊びであってチャトランガではないという意見が有力となっている。
現在では、四人制チャトランガは11世紀以前にさかのぼることができないと考えられており、チェス・将棋の起源となる盤上遊戯はサイコロを用いない二人制のものであったと考えられている。二人制のチャトランガが成立した時期も紀元後の数世紀以降と見なす立場が有力である。前述の増川も、2003年に出版された書籍<で自説を修正し、二人制起源説を支持している。

## 四人制チャトランガのルール
歴史的背景により詳しいルールが失われているため、不正確である。
- 縦横8マスに区切られた盤の上で行う。
- 4人が2組になって勝負し、その後は勝った組同士で勝負する。
- 4人のプレイヤーが順番に、サイコロを振る。出た目によって定められた列の自軍の駒を1回だけ動かすことができる。後には、サイコロを使わず、自軍の任意の駒を1回だけ動かすことができるようになったと考えられている。
- 駒はラージャ（王）、ガジャ（象）またはハスティー（象）、アシュワ（馬）、ラタ（車）またはローカ（船）、パダーティ（歩兵）の5種類で、それぞれ動きが決まっている。プレイヤーごとに赤・緑・黄・黒に色分けされた駒を用いる。
- 歩兵が最前列 （いちばん向こうの列） に到達した場合は、歩兵のあった列の駒に昇格することができる。つまり車の前にいる歩兵は車に、馬の前にいる歩兵は馬に昇格する。ただし、歩兵のあった列の駒が既に取られている場合に限る。
- 王はゲームの中で1度だけ、馬の動きができる。
- 自分の駒を動かす際、動く先に他のプレイヤーの駒があれば、その駒を取ることができる。駒は取り捨てで、持ち駒の概念はない。
- 自軍の王を取られたプレイヤーは負けとなる。

### 駒の初期配置
各プレーヤーの手前2列、左4列に、図の矢印の向きに駒を配置する。
| 車→  | 兵→  |      |      | 王 ↓ | 象 ↓ | 馬 ↓ | 車 ↓ |
| 馬→  | 兵→  |      |      | 兵 ↓ | 兵 ↓ | 兵 ↓ | 兵 ↓ |
| 象→  | 兵→  |      |      |      |      |      |      |
| 王→  | 兵→  |      |      |      |      |      |      |
|      |      |      |      |      |      | ←兵  | ←王  |
|      |      |      |      |      |      | ←兵  | ←象  |
| ↑ 兵 | ↑ 兵 | ↑ 兵 | ↑ 兵 |      |      | ←兵  | ←馬  |
| ↑ 車 | ↑ 馬 | ↑ 象 | ↑ 王 |      |      | ←兵  | ←車  |

## 二人制チャトランガのルール
ルールは四人制に準じると考えられる。四人制同様、詳しいルールは失われているため、成立した当初の正式なルールとは限らない。
- 二人制ではサイコロは用いず、任意の駒を動かすことができたと考えられる。
- 駒はラージャ（王）、マントリ （臣・大臣）、ガジャ（象）またはハスティー（象）、アシュワ（馬）、ラタ（車）またはローカ（船）、パダーティ（歩兵）6種類である。

### 駒の初期配置
各プレーヤーの手前2列に、図の矢印の向きに駒を配置する。
| 車 ↓ | 馬 ↓ | 象 ↓ | 王 ↓ | 臣 ↓ | 象 ↓ | 馬 ↓ | 車 ↓ |
| 兵 ↓ | 兵 ↓ | 兵 ↓ | 兵 ↓ | 兵 ↓ | 兵 ↓ | 兵 ↓ | 兵 ↓ |
|      |      |      |      |      |      |      |      |
|      |      |      |      |      |      |      |      |
|      |      |      |      |      |      |      |      |
|      |      |      |      |      |      |      |      |
| ↑ 兵 | ↑ 兵 | ↑ 兵 | ↑ 兵 | ↑ 兵 | ↑ 兵 | ↑ 兵 | ↑ 兵 |
| ↑ 車 | ↑ 馬 | ↑ 象 | ↑ 臣 | ↑ 王 | ↑ 象 | ↑ 馬 | ↑ 車 |

## 駒の動き
駒の動き方のルールは唯一でなく、ルールは文献に残っていない物も含めて何度か改良されており、複数の文献に異なる時期のルールが記されているだけだという考え方もある。以下にあげる動き方は、いくつかの仮説のうちの一つである。

### ラージャ（王）
全方向に1マスずつ動ける。チェスのキング・将棋の玉将・マークルックのクンと同じ。
|   |   |    |   |   |
|   | ○ | ○  | ○ |   |
| ■ | ○ | 王 | ○ | ■ |
|   | ○ | ○  | ○ |   |
|   |   |    |   |   |

### マントリ （臣・大臣）
斜めに1マスずつ動ける。マークルックのメットおよびビアガーイと同じ動き。
|   |   |    |   |   |
|   | ○ |    | ○ |   |
| ■ | ■ | 臣 | ■ | ■ |
|   | ○ |    | ○ |   |
|   |   |    |   |   |

### ガジャ（象）
文献により動かせる範囲が異なる。斜め4方向と前に1マスずつに動けた（将棋の銀将やマークルックのコーンと同様の動き）とする説。
|   |   |    |   |   |
|   | ○ | ○  | ○ |   |
| ■ | ■ | 象 | ■ | ■ |
|   | ○ |    | ○ |   |
|   |   |    |   |   |

斜めに2マスずつ動けたという説。（この場合、自軍や相手の駒を飛び越えられる）
| ☆ |   |    |   | ☆ |
|   |   |    |   |   |
| ■ | ■ | 象 | ■ | ■ |
|   |   |    |   |   |
| ☆ |   |    |   | ☆ |

### アシュワ（馬）
自軍や相手の駒を飛び越えて、前後に2マス・横に1マス、または前後に1マス・横に2マス進める。チェスのナイト・マークルックのマーと同様の動きで、いわゆる八方桂である。
|   | ☆ |    | ☆ |   |
| ☆ |   |    |   | ☆ |
| ■ | ■ | 馬 | ■ | ■ |
| ☆ |   |    |   | ☆ |
|   | ☆ |    | ☆ |   |

### ラタ（車）
前後左右に何マスでも進める。駒を飛び越すことはできない。チェスのルーク・シャンチーの俥・将棋の飛車・マークルックのルアと同様の動きである。
|   |   | │  |   |   |
|   |   | │  |   |   |
| ─ | ─ | 車 | ─ | ─ |
|   |   | │  |   |   |
|   |   | │  |   |   |

### パダーティ（歩兵）
前方に1マスずつ進める。将棋の歩兵と同様の動きである。
|   |   |    |   |   |
|   |   | ○  |   |   |
| ■ | ■ | 兵 | ■ | ■ |
|   |   |    |   |   |
|   |   |    |   |   |

チェス、マークルック（タイ将棋）、シットゥイン（ミャンマー将棋）、オク・チャトラン（カンボジア将棋）の「歩兵」に相当する駒と同じで、相手の駒を取る際には斜め前方に進む。